# 东兴金花茶
东兴金花茶（学名：Camellia tunghinensis）为山茶科山茶属的植物。分布在中国大陆的广西等地，目前尚未由人工引种栽培。